# Dolomedes habilis
Dolomedes habilis là một loài nhện trong họ Pisauridae.
Loài này thuộc chi Dolomedes. Dolomedes habilis được Henry Roughton Hogg miêu tả năm 1905.